# Дејан Лекић
Дејан Лекић (Краљево, 7. јун 1985) је српски фудбалер који игра на позицији нападача. За сениорску репрезентацију Србије је одиграо 10 утакмица, без постигнутог гола.

## Каријера

### Почетак
Фудбал је почео да тренира у родном Краљеву, у редовима Слоге. да би касније прешао у локалног петолигаша Поповићи, а одатле 2005. у српсколигаша Металац Краљево. Пажњу на себе је скренуо док је наступао за Земун, у којем је провео две године. После одличних игара у Српској лиги Београд, где је био најбољи стрелац у сезони 2008/09. са 26 голова, прешао је у Црвену звезду.

### Црвена звезда
Прву званичну утакмицу у дресу Црвене звезде је одиграо против Рудара из Велења у другом коло квалификација за Лигу Европе. У реванш мечу трећег кола квалификација против Динамо Тбилисија, прешао је пут од трагичара до хероја. Прво је постигао аутогол, а затим и хет трик којим је Звезди донео победу од 5:2 и пролазак у наредну рунду.
Сезону 2009/10. у Црвеној звезди је завршио је са 27 лигашких утакмица и 12 голова, а Звезда је завршила сезону као вицепрвак. Успешнији је био у Купу, где се посебно памти његов гол у 87. минуту полуфиналног меча против ОФК Београда (1:0) којим је обезбедио финале купа, које је на крају освојио.

### Осасуна
Након добре сезоне у Звезди, у лето 2010. прешао је у шпанску Осасуну и потписао уговор на пет година вредан 2,6 милиона евра. Почетак у Осасуни није био сјајан, ретко је добијао шансу да игра и на крају је сезону 2010/11. завршио са само два постигнута гола (лига). Први је постигао против Алмерије, а други у узбудљивом мечу на домаћем терену против Севиље који је завршен са 3:2, и том победом је Осасуна избегла испадање у нижи ранг.
Тек у другој сезони је успео да се наметне тренеру, прво са голом у шеснаестини финала Купа Шпаније против Алмерије у децембру 2011, а затим и голом 12. јануара 2012. у другом мечу осмине финала против Барселоне, који је завршен поразом Осасуне од 2:1. Свој први лигашки гол у сезони је постигао 5. фебруара у мечу са Спортинг Хихоном (1:1), а серију голова је наставио 11. фебруара када је са два гола донео победу од 3:2 свом клубу против Барселоне.

### Каснија каријера
Од 2012. до 2013. године наступао је за турски Генчлербирлиги, без значајнијег учинка. У сезони 2013/14. је пружио врло добре игре у шпанској Другој лиги у дресу Спортинга из Хихона, где био осми стрелац популарне Сегунде са 12 голова на 36 одиграних утакмица, да би касније прешао у Еибар, где у сезони 2014/15 није био у првом плану, јер је од 18 одиграних сусрета у Примери само једном почео меч у стартној постави. Кратко је носио дрес индијског Атлетика из Колкате, постигао два поготка на шест лигашких сусрета, а затим се вратио у Шпанију и обукао дрес Ђироне.

## Репрезентација
Дејан Лекић је добио шансу да заигра за репрезентацију Србије пошто га је селектор Радомир Антић позвао за пријатељске утакмице које је репрезентација играла 14. и 18. новембра 2009. против Северне Ирске и Јужне Кореје. Антић га је накнадно позвао, након што је Дејан Станковић отказао учешће због повреде.
Дебитовао је 14. новембра 2009. у Белфасту против Северне Ирске, када је у игру ушао у 76. минуту уместо Данка Лазовића.

## Трофеји

### Црвена звезда
- Куп Србије (1) : 2009/10.